# Élections législatives kazakhes de 1990

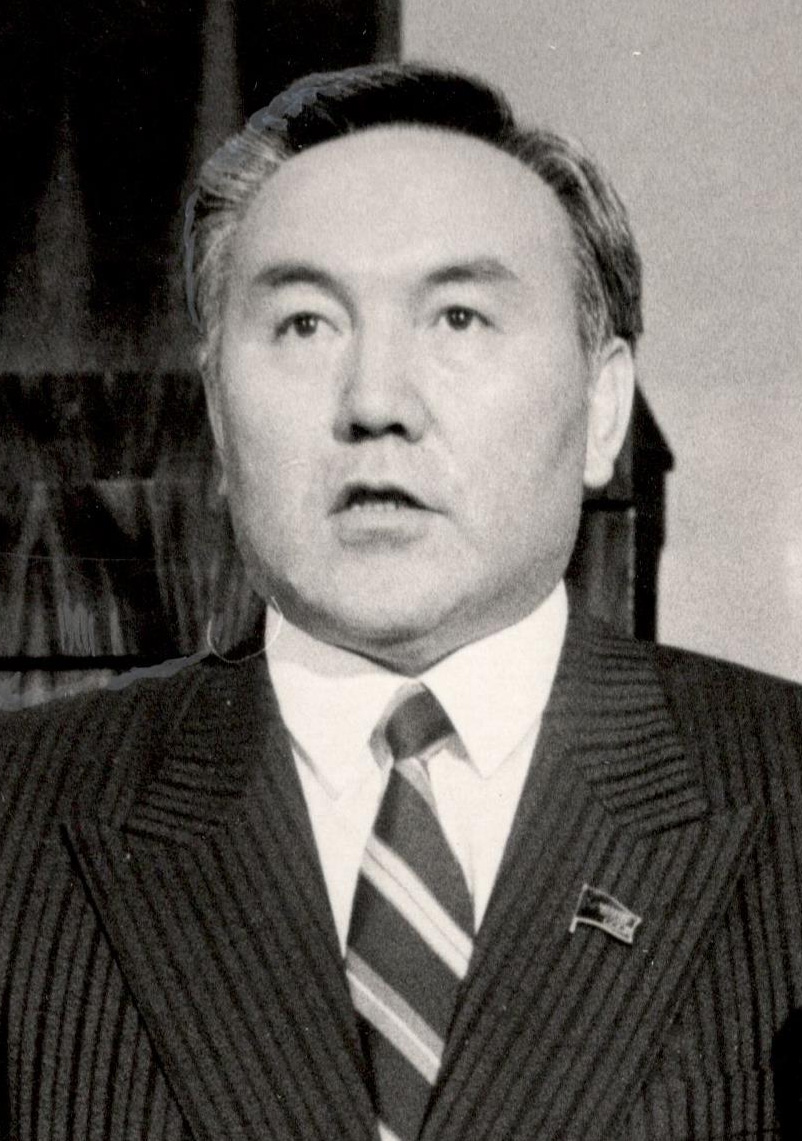
Nazarbaïev prête serment à la suite de son élection

Des élections législatives se sont tenues au Kazakhstan en 1990.

## Contexte
Ces élections se tiennent dans le contexte de la dislocation de l'URSS et font suite au manifestations du 19-22 Juin 1989 en protestation contre Gennady Kolbin, elles sont les premières élections relativement libres et compétitives tenues au kazakhstan 

## Résultats
Ces élections aboutissent a la victoire du Parti communiste Kazakh et a l'élection de Noursoultan Nazarbaïev en tant que président du soviet suprême
| Parti politique         | Votes     | %   | Sièges |
| ----------------------- | --------- | --- | ------ |
| Parti communiste kazakh |           |     | 342    |
| Indépendants            |           |     | 18     |
| Votes blancs            |           | -   | -      |
| Total                   | 8 177 059 | 100 | 360    |
| Source: Nohlen et al.   |           |     |        |